# King Island Airport
King Island Airport är en flygplats i Australien. Den ligger i kommunen King Island och delstaten Tasmanien, i den sydöstra delen av landet, omkring 440 kilometer nordväst om delstatshuvudstaden Hobart. Den ligger på ön King Island.
Trakten runt King Island Airport är nära nog obefolkad, med mindre än två invånare per kvadratkilometer.. 
I omgivningarna runt King Island Airport växer i huvudsak städsegrön lövskog. Genomsnittlig årsnederbörd är 1 185 millimeter. Den regnigaste månaden är augusti, med i genomsnitt 176 mm nederbörd, och den torraste är februari, med 28 mm nederbörd.